# Katedra św. Idziego w Edynburgu
Katedra Świętego Idziego (ang. St Giles' Cathedral) – główny obiekt sakralny Kościoła Szkocji w Edynburgu. Mieści się przy ulicy High Street i placu Parliament Square.
Kościół został wzniesiony w latach 1385-1410, ale posiada także wcześniejsze elementy oraz późniejsze znaczne zmiany i uzupełnienia, obejmujące oblicowanie ścian zewnętrznych gładkim murem ciosowym przez Williama Burna i dobudowę kaplicy Ostu przez Roberta Lorimera w 1910 roku. Wyjątkowa szkocka budowla kościelna, zbudowana w monumentalnej skali i zdominowana przez charakterystyczny obiekt – wieżę zwieńczoną iglicą podpartą przez 8 łęków oporowych. Gruzy wcześniejszej budowli obudowane późnogotyckimi ścianami zewnętrznymi, charakteryzującymi się spiczastołukowymi oknami z płynącymi maswerkami; narożne kamienne czubowe i żabkowane szczyty; sklepienia obejmujące całkowicie narożne kąty. Przy katedrze znajduje się Thistle Chapel z 1911 r.